# Steven Swanson
Steven Ray Swanson (Syracuse, 3 december 1960) is een voormalig Amerikaans ruimtevaarder. Swanson zijn eerste ruimtevlucht was STS-117 naar het Internationaal ruimtestation ISS met de spaceshuttle Atlantis en vond plaats op 8 juni 2007. 
Swanson maakte deel uit van NASA Astronautengroep 17. Deze groep van 32 ruimtevaarders begon hun training in 1998 en had als bijnaam The Penguins. 
In totaal heeft hij drie ruimtevluchten op zijn naam staan. Tijdens zijn missies maakte hij vijf ruimtewandelingen.